# هيو كينغ
هيو كينغ (بالإنجليزية: Vaughan King)‏ هو مغن مؤلف بريطاني، ولد في 5 أكتوبر 1982.

## وصلات خارجية
- الموقع الرسمي